# San Nicolás Tultenango
San Nicolás Tultenango är en ort i kommunen El Oro i delstaten Mexiko i Mexiko. Samhället hade 2 012 invånare vid folkräkningen år 2020.